# Nguyễn Xuân Hoàng (nhà văn)
Nguyễn Xuân Hoàng (1940 – 2014), là một nhà văn và nhà báo người Mỹ gốc Việt.

## Tiểu sử
- Nguyễn Xuân Hoàng sinh ngày 7 tháng 7 năm 1940 tại Nha Trang (Khánh Hòa).
- Thời niên thiếu, ông học ở trường Võ Tánh (Nha Trang), trường Petrus Ký (Sài Gòn).
- Ông tốt nghiệp Đại học Sư phạm, Văn Khoa (Triết học), Viện Đại học Đà Lạt (1958 – 1961), rồi giảng dạy môn Triết tại trường trung học Ngô Quyền ở Biên Hoà (1961 – 1962), tại trường Pétrus Ký ở Sài Gòn (1962 – 1975). Ngoài ra, ông còn làm thư ký tòa soạn tạp chí Văn ở Sài Gòn (1972 – 1974).
- Năm 1985, ông đến Hoa Kỳ và định cư tại San Jose.
- Năm 1986 – 1997, ông làm tổng thư ký báo Người Việt Daily News (California).
- Năm 1989 – 1994, ông còn là tổng thư ký tạp chí Thế kỷ 21 (California) thuộc công ty Người Việt.
- Năm 1994, ông làm trong ban chủ biên tạp chí Văn Học. Tháng 9 năm 1996, ông làm chủ nhiệm kiêm chủ bút tạp chí Văn [2], đồng thời ông làm tổng thư ký cho báo Việt Mercury trực thuộc nhật báo San Jose Mercury News của Hoa Kỳ từ tháng 11 năm 1998 đến tháng 11 năm 2005. Sau đó ông chủ trương báo Việt Tribune.[3]
- Ngoài ra, ông cũng từng là giảng viên (lecturer) giảng dạy môn Văn học Việt Nam đương đại tại Đại học California-Berkeley.
- Sau một thời gian định cư tại San Jose (Bắc California, Hoa Kỳ), ông qua đời tại đây vào lúc 10:50 phút sáng thứ bảy, ngày 13 tháng 9 năm 2014 [4].

## Tác phẩm
Tác phẩm của Nguyễn Xuân Hoàng đã xuất bản gồm:

### Tập truyện ngắn
- Mù sương (1966)
- Sinh nhật (1968)

### Truyện dài
- Bụi và rác (1996)
- Khu rừng hực lửa (1972)
- Kẻ tà đạo (1973)
- Người đi trên mây (1987)
- Sa mạc (1989)

### Các thể loại khác
- Ý nghĩ trên cỏ (tiểu luận, 1971)
- Bất cứ lúc nào, bất cứ ở đâu (tùy bút, 1974)
- Căn nhà ngói đỏ (tạp ghi, 1989) [5]...

Ngoài ra, ông còn một số tác phẩm chưa xuất bản, đó là: Lửa (truyện dài), Ai cũng cần phải có một bà mẹ (tùy bút), Sổ tay văn học,...